# Svátek krásného údolí

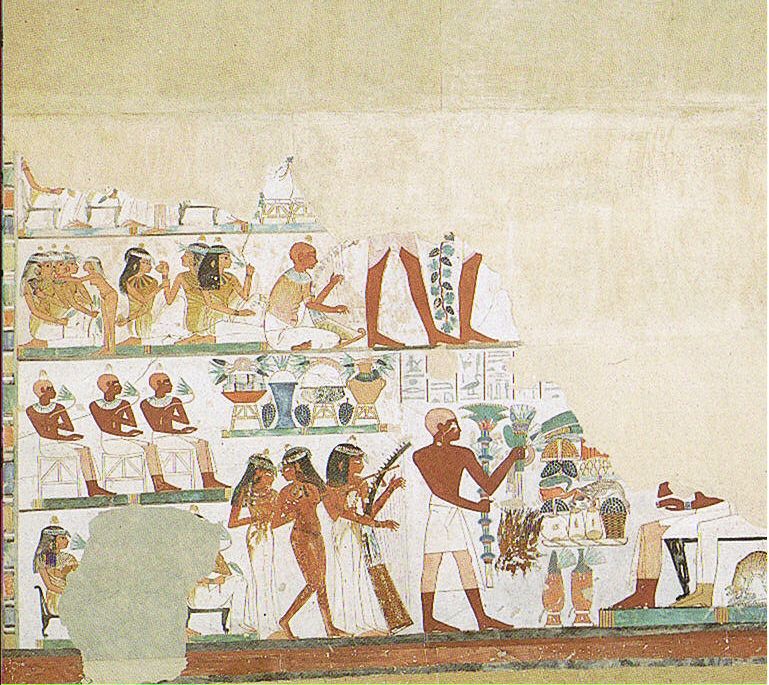
Svátek krásného údolí z hrobky Nachta

Svátek krásného údolí nebo Krásný svátek údolí byl staroegyptský svátek, který se každoročně slavil v Thébách, od dob Střední říše. 
Posvátné bárky boha Amon-Re, jeho ženy Mut a syna Chonsua byly vyneseny z chrámu v Karnaku a vydaly se navštívit pohřební chrámy zesnulých královských osob na západním břehu Nilu i své svatyně v Thébské nekropoli. 

## Oslava
Svátek krásného údolí (v egyptštině ḥȝb nfr n jnt), byl svátkem zemřelých. Mohl by být starší než svátek Opet, protože se dá vysledovat až do Střední říše. Konal se jako vzpomínka na zemřelé. Když se však spojil se svátkem Opet, stal se hlavní událostí thébského liturgického kalendáře. Konal se ve druhém měsíci období Šemu (období sklizně). Královna Hatšepsut během své vlády slavila oba svátky, Opet i Krásný svátek údolí.
Na začátku svátku proběhl velký průvod, který mohl trvat i několik dní. Byla to pestrá a radostná příležitost pro obyvatele Théb. Sochu nebo obrázek Amuna zdobeného širokým límcem a slunečním diskem vezli kněží po Nilu v ceremoniální lodi nebo bárce. Tato bárka pak byla umístěna v lodi známé jako Userhet, která byla pokryta zlatem a vzácnými materiály. Poté následovaly lodě Mut a Chonsua, aby doplnily Thébskou trojici. Průvod pokračoval k Chrámu miliónů let krále, kde obyvatelé města obětovali jídlo, pití a květiny. Bylo zde mnoho květů, neboť Egypťané věřili, že květiny se naplní samou podstatou božstva. Lidé pak nosili tyto květiny na hroby svých příbuzných, aby vzdali úctu a zajistili oživení ducha zesnulého. 